# 氟索洛尔
氟索洛尔是一种含氮有机氟化合物，化学式C
22H
30FNO
4，能作为β受体阻滞剂。